# Hermann Knauer
Hermann Knauer (* 20. Februar 1872 in Berlin; † 18. März 1909 ebenda) war ein deutscher Kaufmann, der gemeinsam mit dem Architekten Paul Boswau 1892 das Bauunternehmen Boswau & Knauer gründete.

## Leben
Hermann Knauer starb im Alter von nur 37 Jahren. Er wurde auf dem Alten Zwölf-Apostel-Friedhof in Berlin-Schöneberg beigesetzt. Sein Grabmal, das mit einer von Johannes Boese geschaffenen Marmorbüste Knauers geschmückt war, ist nicht erhalten.
Nach Hermann Knauer wurde 1932 in Berlin-Reinickendorf die Knauerstraße benannt.

## Veröffentlichungen
- Eine Amerikafahrt und die Welt-Ausstellung in St. Louis 1904. Berlin 1903
- Deutschland am Mississippi. Neue Eindrücke und Erlebnisse. Oehmigke, Berlin 1904